# Vidisha
Vidisha (anticamente Bhilsa) è una suddivisione dell'India, classificata come municipality, di 125.457 abitanti, capoluogo del distretto di Vidisha, nello stato federato del Madhya Pradesh. In base al numero di abitanti la città rientra nella classe I (da 100.000 persone in su).

## Geografia fisica
La città è situata a 23° 31' 60 N e 77° 49' 0 E e ha un'altitudine di 423 m s.l.m.

## Società

### Evoluzione demografica
Al censimento del 2001 la popolazione di Vidisha assommava a 125.457 persone, delle quali 66.579 maschi e 58.878 femmine. I bambini di età inferiore o uguale ai sei anni assommavano a 18.982, dei quali 9.780 maschi e 9.202 femmine. Infine, coloro che erano in grado di saper almeno leggere e scrivere erano 88.011, dei quali 51.232 maschi e 36.779 femmine.